# Wenzel Okenfus

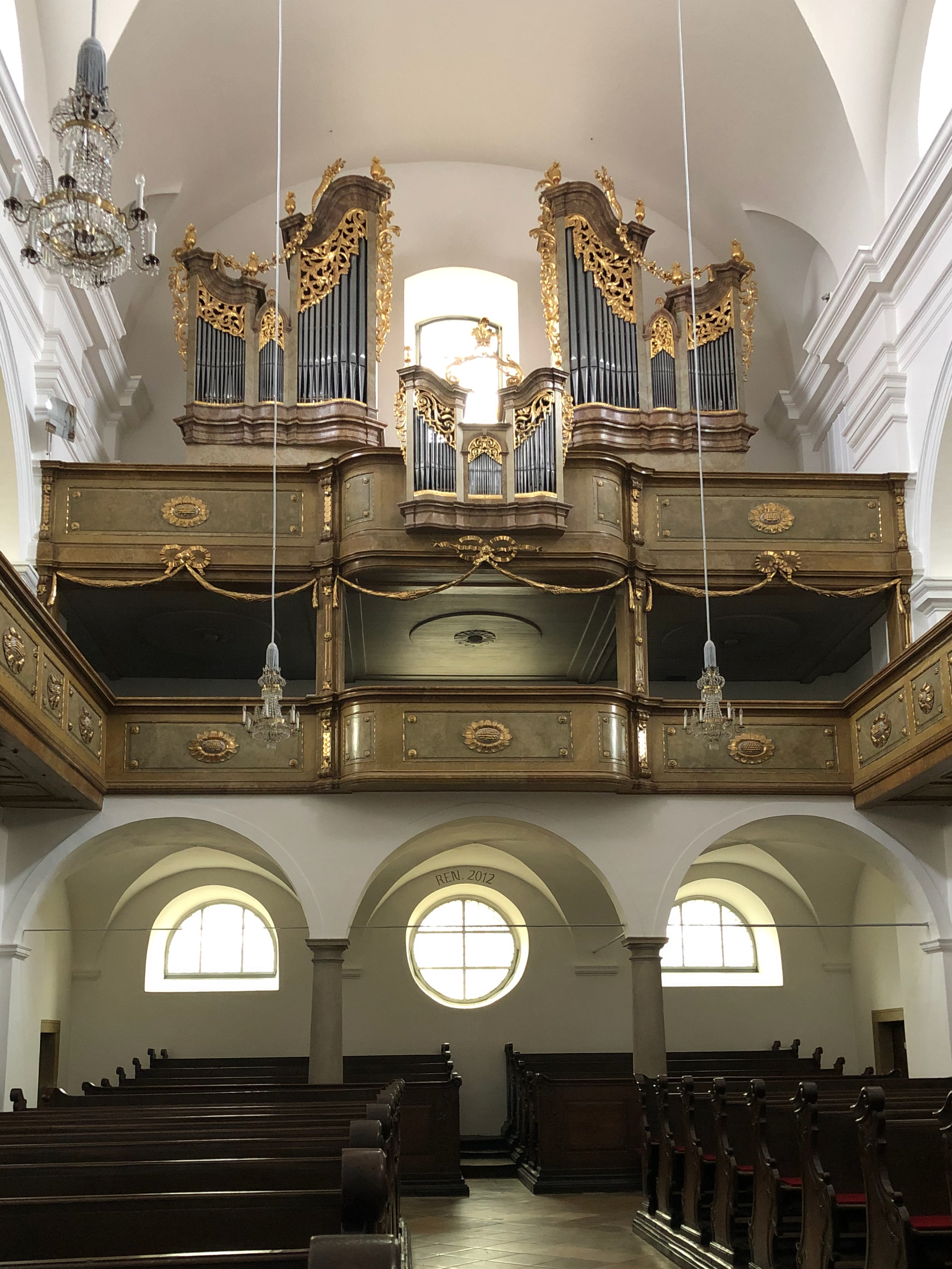
Pfarrkirche Poysdorf

Wenzel Okenfus (Okenfuß) (* 18. Jahrhundert; † um oder nach 1807) war ein österreichischer Orgelbauer in Mistelbach.

## Leben
Wenzel Okenfus war ein Orgelbauer der südböhmischen Orgelbauschule des späten 18. Jahrhunderts. Die Liste der Hausbesitzer in Mistelbach weist Okenfus 1788 als Orgelbauer und „barnabitlichen Unterthanen“ aus, was bedeutet, dass er den Barnabiten, die 1661 die Pfarre Mistelbach übernommen hatten, untergeben und abgabepflichtig war. 
Er ist vor allem für den Bau der Orgel der Pfarrkirche Poysdorf bekannt, aber auch die Orgel der Pfarrkirche Stronsdorf von Jan Vymola aus dem Jahr 1750 wurde von Okenfus 1793 um ein Brüstungspositiv erweitert. Beide Werke sind erhalten.
Die bisher letzten bekannten Erwähnungen von Wenzel Okenfus stammen aus Stockerau, wo er zwischen 1803 und 1807 die damalige Hencke-Pfliegler-Orgel der Pfarrkirche wartete; als letztes erhielt er 1806/1807 für die „gänzliche Wiederherstellung der Orgel“ 140 fl. (Goldgulden). Bereits ab 1807/1808 führte dann Johann Georg Fischer aus Klosterneuburg die notwendigen Reparaturen an der Stockerauer Orgel durch.
Okenfus’ Poysdorfer Orgel aus dem Jahr 1796 gilt als bedeutendes Beispiel für den Orgelbau der späten Barockzeit und ist ein einzigartiges Zeugnis der südböhmischen Orgelbaukunst. Ihre Restaurierung und Rückführung in den Originalzustand wurde dadurch ermöglicht, dass 2012 auf dem Dachboden des Poysdorfer Pfarrhauses 251 originale Okenfus-Pfeifen (226 aus Metall, 25 aus Holz) entdeckt wurden.

## Werke
| Jahr | Ort            | Gebäude                    | Bild | Manuale | Register | Bemerkungen                                                                            |
| ---- | -------------- | -------------------------- | ---- | ------- | -------- | -------------------------------------------------------------------------------------- |
| 1793 | Stronsdorf     | Pfarrkirche Stronsdorf     |      | II/P    | 19       | Erweiterung der Orgel von 1750 von Jan Vymola um ein Brüstungspositiv durch W. Okenfus |
| 1796 | Poysdorf       | Pfarrkirche Poysdorf       |      | II/P    | 27       | 2019 rekonstruiert und zurückgeführt auf den Originalzustand durch Ferdinand Salomon   |
| 1805 | Großinzersdorf | Pfarrkirche Großinzersdorf |      | II/P    |          | nicht erhalten, 1890 durch eine Orgel von Franz Capek ersetzt                          |